# Scaptomyza nigrita
Scaptomyza nigrita är en tvåvingeart som beskrevs av Wheeler 1952. Scaptomyza nigrita ingår i släktet Scaptomyza och familjen daggflugor. Inga underarter finns listade i Catalogue of Life.